# Republikanska stranka (SAD)
Republikanska stranka (Republican Party), poznata i kao Grand Old Party (Velika stara stranka), jedna je od dvije vodeće stranke Sjedinjenih Američkih Država, zajedno s Demokratskom strankom.
Nastala je 1854. ujedinjujući pripadnike stare vigovske stranke, Stranke slobodne zemlje i sjevernjačkih demokrata. U početku je bila stranka abolicionista, ljudi nezadovoljinih naznakom širenja ropstva i robovlasničkom južnjačkom elitom u tada vladajućoj Demokratskoj stranci.
Nakon pobjede republikanskog Abrahama Lincolna na predsjedničkim izborima 1860., slijedi secesija južnih država i dugogodišnja dominacija republikanaca. Oni postaju predstavnicima interesa industrijskog sjevera, kasnije krupnih kapitalista. U 19. i 20. stoljeću demokrati skreću ulijevo, a predsjednik Theodore Roosevelt progresivistički slobodno tržište mijenja državnom intervencijom.
Franklinov New Deal počinje skretanje republikanaca udesno, što traje do danas. Republikanci se smatraju pretežno desnom konzervativnom strankom, premda u njoj ima članova s centrističkim, pa čak i liberalnim gledištima. Na američkim predsjedničkim izborima 2004. godine 84% glasača koji su se identificirali kao konzervativci glasali su za republikanskog kandidata Georgea W. Busha.